# جنيفر غيلوم
جنيفر غيلوم (بالإنجليزية: Jennifer Gillom) مواليد 13 يونيو 1964 في أبفيل، هي لاعبة كرة سلة أمريكية سابقة تحولت إلى التدريب بعد الاعتزال. بدأت مسيرتها الاحترافية في سنة 1997. شاركت في دورة الألعاب الأولمبية الصيفية سنة 1988. اعتزلت اللعب في 2003.

## الميداليات
| الميدالية | المسابقة                       |
| --------- | ------------------------------ |
| ذهبية     | الألعاب الأولمبية الصيفية 1988 |

## روابط خارجية
- جنيفر غيلوم على موقع الاتحاد الدولي لكرة السلة (الإنجليزية)
- جنيفر غيلوم على موقع الاتحاد الوطني لكرة السلة النسائية (الإنجليزية)
- جنيفر غيلوم على موقع كلية كرة السلة في سبورتس رفرنس.كوم (الإنجليزية)
- جنيفر غيلوم على موقع بروبوليرز (الإنجليزية)
- جنيفر غيلوم على موقع قاعة مشاهير كرة السلة للسيدات (الإنجليزية)
- جنيفر غيلوم على موقع سبورتس رفرنس (الإنجليزية)
- جنيفر غيلوم على موقع سبورتس رفرنس (الإنجليزية)
- جنيفر غيلوم على موقع سبورتس رفرنس (الإنجليزية)
- جنيفر غيلوم على موقع اللجنة الأولمبية الدولية (الإنجليزية)
- جنيفر غيلوم على موقع أوليمبيديا (الإنجليزية)